# Юргорденс ИФ Футбол
Юргорденс Идротсфьоренинг Футбол (на шведски: Djurgårdens Idrottsförening, кратка форма Юргорден) е шведски футболен отбор от квартал Йостермалм на Стокхолм. Състезава се в най-високото ниво на шведския футбол групата Алсвенскан.
На 10 октомври 2015 г. Юргорден играе приятелски мач с отбора на „Левски“ (София) в чест на 50-ата годишнина от първия мач на българския отбор в Европейските клубни турнири, изигран отново срещу същия съперник през 1965 г. Срещата през 2015 г. се играе на националния стадион „Васил Левски“ и завършва при резултат 2:2.
Към 8 ноември 2019 г. тимът е на 240 място в рейтинга на УЕФА.

## Успехи

### Национални
- Алсвенскан: (1 ниво)
  -  Шампион (12):: 1912, 1915, 1917, 1920, 1954 – 55, 1959, 1964, 1966, 2002, 2003, 2005, 2019
  -  Второ място (5): 1911 – 1912, 1962, 1967, 1988, 2001
  -  Трето място (10): 1913 – 1914, 1952 – 1953, 1955 – 1956, 1957 – 1958, 1969, 1970, 1973, 1975, 2007, 2017
- Суперетан: (2 ниво)
  -  Шампион (1):: 2000
- Купа на Швеция:
  -  Носител (5): 1990, 2002, 2004, 2005, 2017 – 2018
  -  Финалист (5): 1951, 1974 – 1975, 1988 – 1989, 2012 – 2013, 2023 - 2024
- Купа на Швеция: (1899 – 1903)
  -  Финалист (1): 1902
- Купа Коринтиан Боул: (1906 – 1913)
  -  Носител (1): 1910
  -  Финалист (2): 1908, 1911
- Купа Викандер Чарити Шийлд: (1905 – 1920)
  -  Носител (4): 1907, 1910, 1913, 1915
  -  Финалист (3): 1908, 1914, 1916
- Втора дивизия Нора: (3 ниво)
  -  Шампион (3):: 1987, 1994, 1998

Международни
- Лига на конференциите
  -  1/2 финалист (1): 2024/25
- Купа Карл Рапан:
  -  Носител (1): 1976
- Кралска лига:
  - 1/2 финалист (1): 2005 – 2006
- Купа Нордик:
  -  Финалист (1): 1959 – 1962

## Европейски турнири
Участвал е в турнирите за Шампионската лига и купата на УЕФА.